# Apistogramma borellii
Apistogramma borellii là một loài cá trong chi Apistogramma.
Nó là một loài cá hoàng đế Nam Mỹ, được tìm thấy tại sông Paraguay và sông Paraná. Chúng được tìm thấy tại vùng nước lạnh 6.5 °C. Loài này ăn công trùng và giáp xác.